# Parablennius zvonimiri
Parablennius zvonimiri is een  straalvinnige vissensoort uit de familie van naakte slijmvissen (Blenniidae). De wetenschappelijke naam van de soort is voor het eerst geldig gepubliceerd in 1892 door Kolombatovic.
De soort staat op de Rode Lijst van de IUCN als Onzeker, beoordelingsjaar 2009. De omvang van de populatie is volgens de IUCN dalend.